# Tiburcio Arnaiz Munoz
Tiburcio Arnáiz Muñoz (ur. 11 sierpnia 1865 w Valladolid, zm. 18 lipca 1926 w Maladze) – hiszpański duchowny rzymskokatolicki, błogosławiony.

## Życiorys
Tiburcio Arnáiz Muñoz urodził się w Valladolid 11 sierpnia 1865 roku jako ostatni z dwójki dzieci Ezequiela i jego żony; jego starszą siostrą była Gregoria (1858).
W trakcie studiów służył jako zakrystianin w klasztorze San Felipe. Arnáiz został wyświęcony na kapłana w dniu 20 kwietnia 1890 r., a od 1893 r. pełnił funkcję proboszcza w Villanueva de Duero do 1896 r. Otrzymał doktorat z teologii w Toledo w dniu 19 grudnia 1896 r., kiedy to został przeniesiony do nowej parafii. Przeniesienie to miało miejsce do Poyales del Hoyo, jego matka zmarła niedługo po tym. Wstąpił do nowicjatu jezuitów w Granadzie 30 marca 1902 r, a śluby zakonne złożył w 1904 r. Jego siostra, po śmierci matki, wstąpiła do dominikanek w klasztorze, w którym on kiedyś służył jako zakrystian.
Od 1911 r. przebywał w Maladze, gdzie poświęcił się opiece nad ubogimi i potrzebującymi. Wkrótce zainteresował się osobami mieszkającymi w gospodarstwach rolnych i na innych obszarach wiejskich, choć spędził też trochę czasu w Loyoli. Był w Kadyksie od 1916 do 1917, po czym wrócił do Malagi, aby kontynuować swoją pracę. W 1922 r. współtworzył Misjonarzy Wiejskich Parafii wraz z Sługą Bożym Marią Isabel González del Valle Sarandeses. Arnáiz znał także biskupa Malagi św. Emanuela Gonzáleza Garcíę, który pochwalał jego pracę i zachęcił go do kontynuowania jej na wielką skalę
W czerwcu 1926 r. Arnáiz Muñoz zachorował. Cierpiał na wysoką gorączkę, a wkrótce zdiagnozowano u niego zapalenie oskrzeli Zmarł miesiąc później. Jego szczątki zostały pochowane w kościele Corazón de Jesús w Maladze.

## Proces beatyfikacyjny
Proces beatyfikacyjny Arnáiza rozpoczął się 5 grudnia 1989 r., po tym jak Kongregacja do Spraw Świętych wydała oficjalny "nihil obstat" i odtąd przysługiwał mu tytuł Sługi Bożego. Proces diecezjalny miał miejsce w diecezji Malagi od 18 marca 1990 r. do jego zamknięcia w dniu 23 grudnia 1995 r. W dniu 10 października 2016 r. został ogłoszony dekret o heroiczności jego cnót. Cud wymagany do jego beatyfikacji został zbadany w Maladze i dotyczył uzdrowienia z połowy lat 90. człowieka, który był w śpiączce od tygodnia i był bliski śmierci, podobnie cierpiał na zatrzymanie krążeniowo-oddechowe. Kongregacja do spraw Świętych uznała ten cud. 19 grudnia 2017 papież Franciszek zatwierdził cud dokonany za jego wstawiennictwem. Uroczyste jego wyniesienie do chwały błogosławionych nastąpiło 20 października 2018 w katedrze w Maladze. Obrzędom przewodniczył w imieniu papieża Franciszka prefekt Kongregacji Spraw Kanonizacyjnych kard. Giovanni Angelo Becciu.